# Plectritis ciliosa
Plectritis ciliosa är en kaprifolväxtart som först beskrevs av Edward Lee Greene, och fick sitt nu gällande namn av Jepson. Plectritis ciliosa ingår i släktet Plectritis och familjen kaprifolväxter.

## Underarter
Arten delas in i följande underarter:
- P. c. ciliosa
- P. c. insignis